# Diphyus amatorius
Diphyus amatorius är en stekelart som först beskrevs av Cornelius Herman Muller 1776.  Diphyus amatorius ingår i släktet Diphyus och familjen brokparasitsteklar. Arten är reproducerande i Sverige. Utöver nominatformen finns också underarten D. a. immarginatus.